# Mitsuzawa-shimochō (metropolitana di Yokohama)
Mitsuzawa-shimochō (三ッ沢下町駅?, Mitsuzawa-shimochō-eki) è una stazione della metropolitana di Yokohama che si trova nel quartiere di Kanagawa-ku a Yokohama, ed è servita dalla linea blu.

## Linee
Metropolitana di Yokohama
 Linea blu (linea 4)

## Struttura
La stazione è realizzata sottoterra, e possiede due marciapiedi laterali con due binari passanti protetti da porte di banchina a mezza altezza.
| 1 | Linea blu |  | per Yokohama e Shōnandai                 |
| 2 | Linea blu |  | per Shin-Yokohama, Center-Kita e Azamino |

## Stazioni adiacenti
| «                 | Servizio  | »         |
| Linea Blu         | Linea Blu | Linea Blu |
| ----------------- | --------- | --------- |
| Mitsuzawa-kamichō | -         | Yokohama  |